# ぞんびだいすき
『ぞんびだいすき』は、チュンソフト（現：スパイク・チュンソフト）から2011年1月20日に発売されたニンテンドーDS用ソフト。

## 概要
たくさんのゾンビを操りクエストをクリアしていくアクションゲーム。

## ストーリー
ある森のなかに、人々が幸せに暮らしている牧場があった。しかし、ある日突然、牧場は悪い人たちに襲われてしまった。みんな死んでしまったように思われたが、牧場に撒かれた謎のガスの影響か、人々はぞんびとして生まれ変わった。そんびの心にただ一つ残っていた願いは「牧場を元の姿に戻したい」ということ。
そんびたちは牧場を元に戻すべく、人間に奪われた「だいじなもの」を取り返しに行くことを決めた。

## システム
本作はアクションパートと牧場パートに分かれており、アクションパートのミッションをクリアして得たアイテムを元手に牧場を復興するのが目的である。
ゾンビたちはタッチペンで操作する。ゾンビはタッチペンの動きに沿って行動する。